# Mohammed Fneisz
Mohammed Abdel Mottaleb Fneisz (ur. 10 lutego 1953 w Maarub, w rejonie Tyru) – libański polityk szyicki, d 1992 deputowany Zgromadzenia Narodowego z okręgu tyryjskiego, członek władz Hezbollahu. Ukończył matematykę oraz nauki polityczne na Uniwersytecie Libańskim. W 1981 wstąpił do Hezbollahu, a rok później został wybrany do biura politycznego (Szury) tej partii. W 1984 osadzony był przez Izraelczyków w więzieniu Ansar w Palestynie. Był ministrem ds. energii i wody, a następnie ministrem pracy w rządzie Fuada Siniory. Od 2009 kieruje ministerstwem ds. reformy administracji.